# هارلیز در هاوایی
«هارلیز در هاوایی» تک‌آهنگی از هنرمند اهل آمریکا کیتی پری است که در ۱۶ اکتبر ۲۰۱۹ منتشر شد. این ترانه در چارت ۱۰۰ تک‌آهنگ داغ نیوزیلند به رتبه یک دست یافت. این ترانه احساسات پری را همراه با معشوقش سوار بر موتورسیکلتی از شرکت هارلی-دیویدسن در هاوایی به تصویر می‌کشد.